# 台湾疏花薹
台湾疏花薹（学名：Carex taiwanensis）为莎草科薹草属下的一个种。

## 扩展阅读
- 維基物種上的相關：台湾疏花薹